# Avenue Constant-Coquelin
L'avenue Constant-Coquelin est une voie du 7e arrondissement de Paris, en France.

## Situation et accès
L'avenue Constant-Coquelin est une voie publique située dans le 7e arrondissement de Paris, dans le quartier de l'École-Militaire. Longue de 298 mètres, elle débute au 59, boulevard des Invalides et se termine en impasse.
Le quartier est desservi par les lignes 10 et 13 à la station Duroc.

## Origine du nom

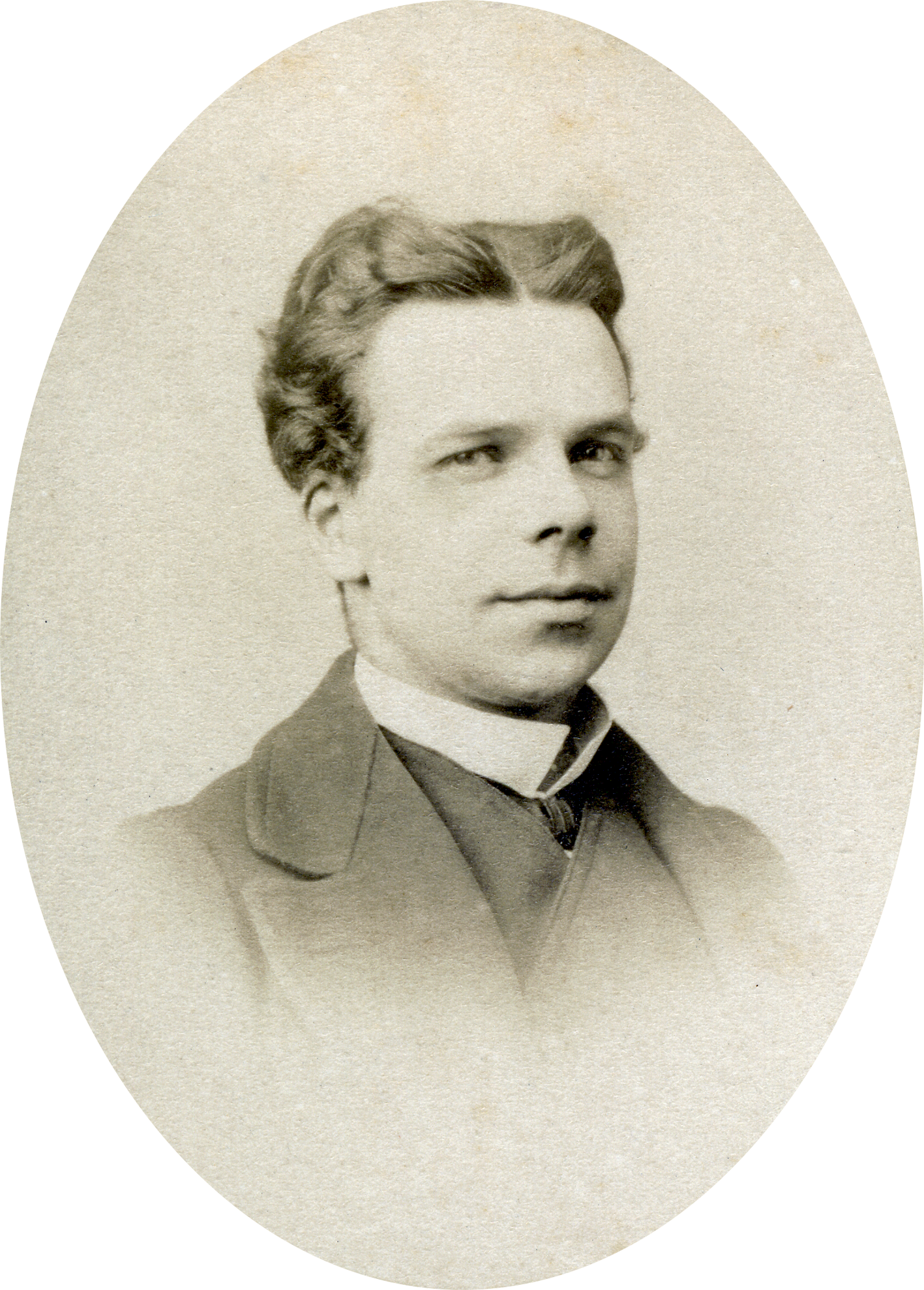
Constant Coquelin en 1880.

Elle porte le nom du comédien Benoît Constant Coquelin (1841-1909), dit Coquelin aîné, qui est connu pour avoir en 1897 créé le rôle de Cyrano de Bergerac.

## Historique
Cette avenue, comme l'avenue Daniel-Lesueur, avenue jumelle et également en impasse, a été créée en 1911 sur l'ancien couvent des Oiseaux.

## Bâtiments remarquables et lieux de mémoire

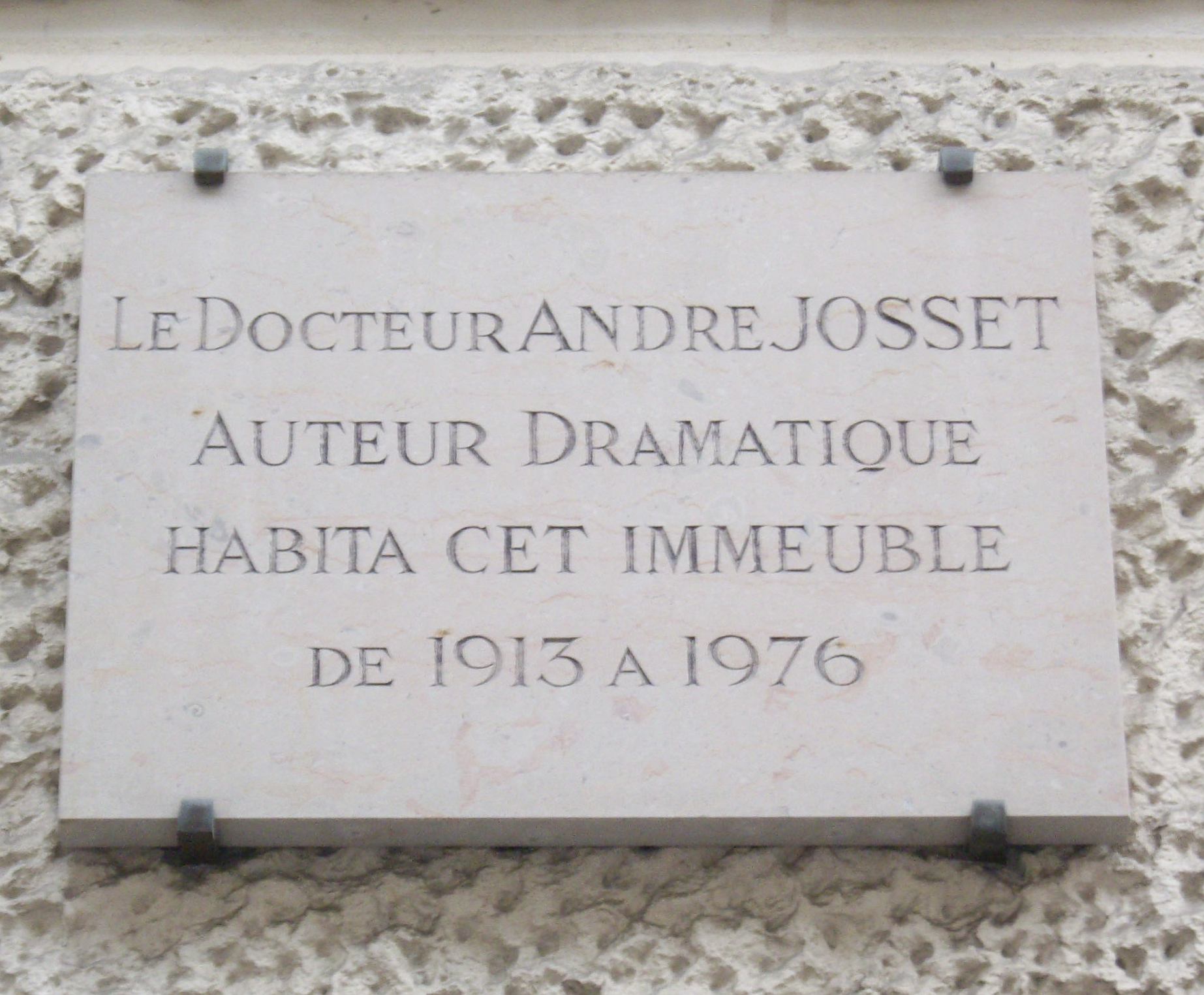
Plaque en hommage à André Josset sur la façade du no 5.

- No 5 : le médecin et auteur dramatique André Josset (1887-1976) y a habité pendant plus de 60 ans ; une plaque lui rend hommage.
- No 10 : la romancière russe Irène Némirovsky (1903-1942) y a habité[1] (elle a également habité au no 8 de l'avenue voisine Daniel-Lesueur)[2].
- No 11 : le peintre et graveur Robert Bonfils (1886-1972) y résida.